# Anders Møller Christensen
Anders Møller Christensen (ur. 26 lipca 1977) – duński piłkarz występujący na pozycji obrońcy.

## Kariera klubowa
Møller Christensen zawodową karierę rozpoczynał w 1994 roku w klubie Næstved BK z Superligaen. W 1996 roku spadł z nim do 1. division. W 1999 roku, po spadku Næstved do 2. division, odszedł do belgijskiego KAA Gent. 7 kwietnia 2001 roku w wygranym 2:1 pojedynku z KRC Genk strzelił pierwszego gola w Eerste klasse. W Gent spędził 3 lata.
W 2002 roku wrócił do Danii, gdzie został graczem Esbjerga z Superligaen. Pierwszy ligowy mecz zaliczył tam 28 lipca 2002 roku przeciwko Aalborgowi (1:2). 4 sierpnia 2002 roku w zremisowanym 2:2 spotkaniu z AGF zdobył pierwszą bramkę w Superligaen. W 2004 roku zajął z zespołem 3. miejsce w tych rozgrywkach. W 2006 roku dotarł z nim natomiast do finału Pucharu Danii, jednak Esbjerg uległ tam 0:1 ekipie Randers FC.
W 2006 roku Møller Christensen podpisał kontrakt z Odense BK, także występującym w Superligaen. Zadebiutował tam 19 lipca 2006 roku w zremisowanym 1:1 pojedynku z FC Midtjylland. W 2007 roku zdobył z zespołem Puchar Danii, a w 2009 roku oraz w 2010 roku wywalczył z nim wicemistrzostwo Danii. W 2014 przeszedł do FC Roskilde.

## Kariera reprezentacyjna
W reprezentacji Danii Møller Christensen zadebiutował 29 maja 2008 roku w zremisowanym 1:1 towarzyskim meczu z Holandią.